# Mansonia pessoai
Mansonia pessoai är en tvåvingeart som först beskrevs av Barreto och Antonio Xavier Pereira Coutinho 1944.  Mansonia pessoai ingår i släktet Mansonia och familjen stickmyggor. Inga underarter finns listade i Catalogue of Life.